# Epstein–Barr-vírus

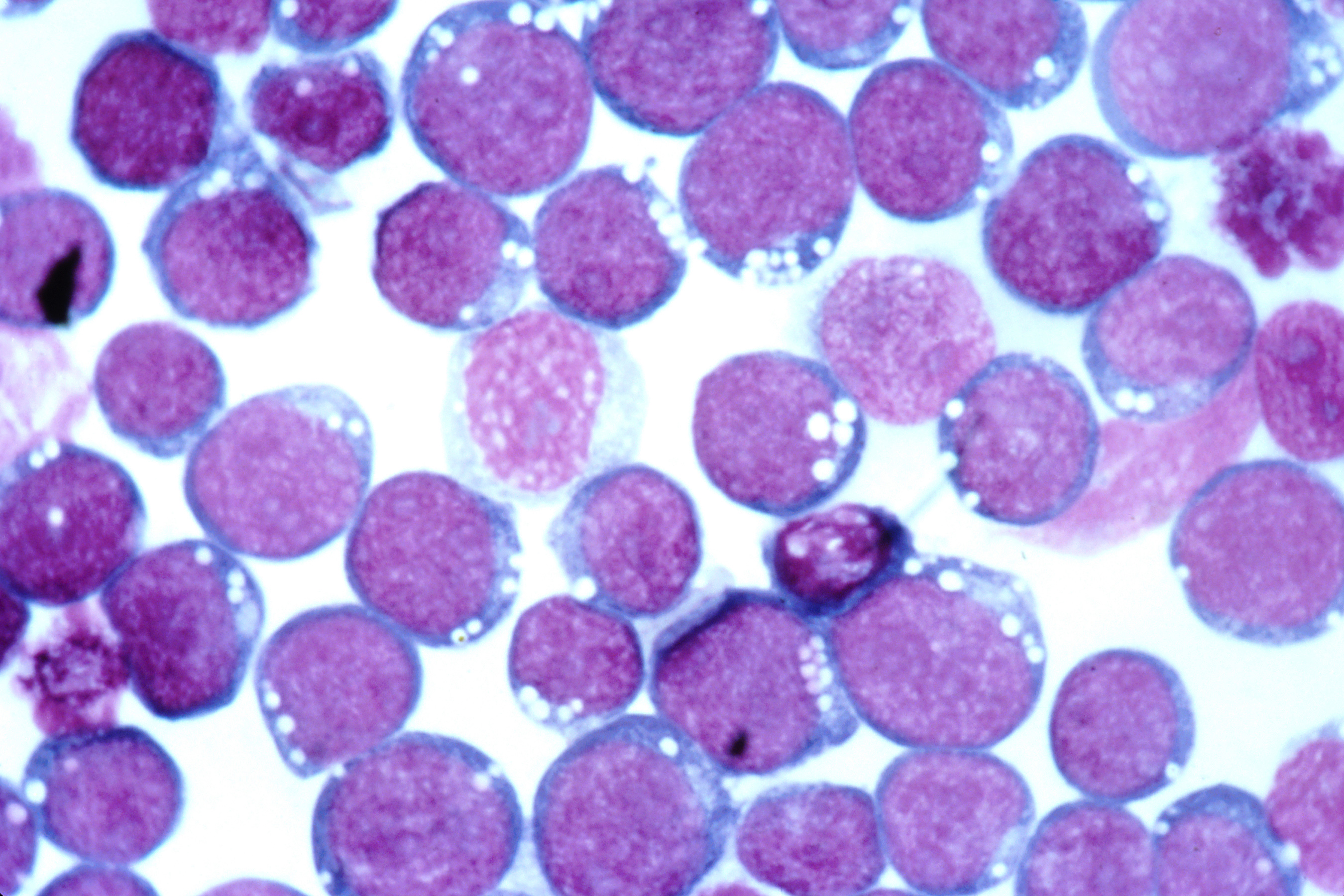
Epstein-Barr vírus mikroszkópos képe

Az Epstein-Barr vírus (EBV) vagy humán herpeszvírus 4 (HHV-4) a herpeszvírusok családjába tartozik, azon belül is a Gammaherpesvirinae alcsaládba. A kémiai szerkezetében és biológiai tulajdonságaiban különbözik más herpeszvírusoktól.
Az EBV a Pfeiffer-féle mirigyláz kórokozója, valamint többféle betegséggel is kapcsolatba hozzák: rosszindulatú betegségek (különösen Burkitt-limfóma), sclerosis multiplex, valamint az alfa-szinukleinhez köthető neurodegeneratív betegségek (Parkinson-kór, diffúz Lewy-testes demencia (DLB) és multiszisztémás atrófia (MSA)).

## Patogenezise
A vírus célsejtjei a nyálkahártyák el nem szarusodó hámja és a B-limfociták. A vírus receptora a CD21 molekula, mely a célsejtek felszínén helyezkedik el. 

## Virológia
Az EBV 180 nm átmérőjű kettős szálú DNS-vírus, amelyet kívülről membránburok vesz körül, továbbá 162 monomerből álló, ikozaéderszerűen elrendezett magburok, ebben helyezkedik el a fehérjét és DNS-t tartalmazó mag.
A vírus genetikai állománya kb. 172 000 bázispárból épül fel, amelyen belül elhelyezkednek azonos egységekből ismétlődő és a szabályosságot alig mutató egyedi szakaszok.

## Megbetegedések
- mononucleosis infectiosa
- Burkitt-limfóma
- Nasopharingealis carcinoma
- Oralis hajas leukoplakia

## Diagnosztika
Az Epstein-Barr fertőzés laboratóriumi diagnosztikája elsősorban az ellenanyagválaszon alapul. A vírus által okozott mononucleosis infectiosa során heterofil ellenanyagok termelődnek, a beteg széruma birka vagy ló vörösvértesteket agglutinál. A mononucleosis infectiosa gyorstesztek ezen az elven alapulnak, a teszt megfelelő fajlagossággal, de mérsékelt érzékenységgel jelzi a betegséget.
A legyengült immunvédekezés mellett kialakuló EBV-betegségeket víruskapszid és a korai antigénekre specifikus IgA és magas titerű IgG ellenanyagok jelenléte jelezheti. 
A limfoproliferatív betegségek (pl. Burkitt-limfóma) hátterét az egyik transzformáló látens génterméknek, az EBNA-2-nek a kimutatásával lehet igazolni.